# Liste der Straßen und Plätze in Schwarzbach (Lausitz)

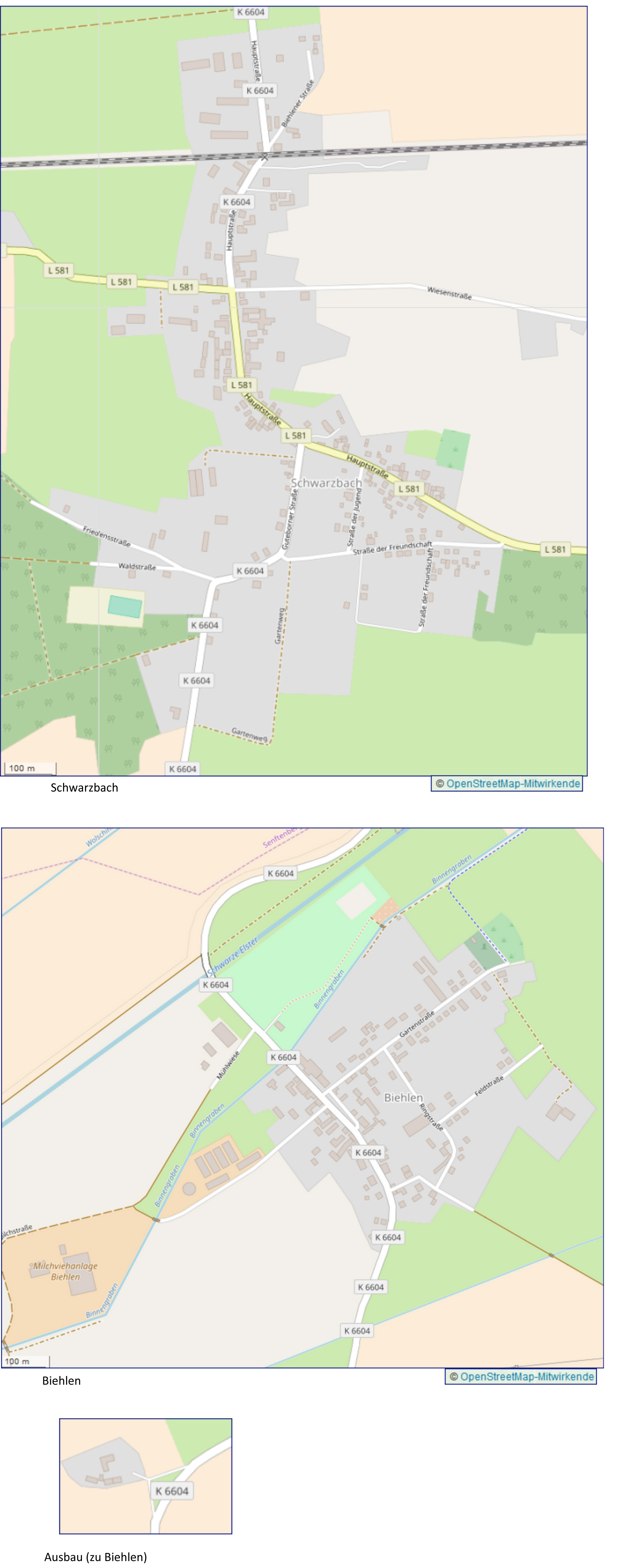
Übersichtskarte von Schwarzbach mit Gemeindeteil Biehlen

Die Liste der Straßen und Plätze in Schwarzbach beinhaltet auch den Gemeindeteil Biehlen und ist eine Übersicht der gegenwärtig vorhandenen benannten Straßen und Plätze. Sie ist Teil der Liste der Straßen und Plätze im Amt Ruhland. Amtlich benannte Brücken sind und waren bisher nicht vorhanden.

## Überblick
Schwarzbach ist ein Dorf mit (einschließlich des Gemeindeteils Biehlen) 671 Einwohnern (Stand: 2015). Die Gemarkungsfläche beträgt 15,84 km².
Schwarzbach ist dem Postleitzahlenbereich 01945 zugeordnet.
Die Liste umfasst 17 Straßen und Wege sowie zwei Plätze (Lindenplatz und Dorfplatz). 2 Straßen sind nach benachbarten Zielorten benannt, eine Straße und der namensgleiche Platz nach Bäumen (Lindenplatz).

## Übersicht der Straßen und Plätze
- Name/Lage: aktuelle Bezeichnung der Straße oder des Platzes. Über den Link Lage kann die Straße oder der Platz auf verschiedenen Kartendiensten angezeigt werden. Die Geoposition gibt die Lage der ungefähren Mitte der Straßenlänge an. Der Zusatz ‚im Ortsteil‘ gibt den Ortsteil an.
- Im amtlichen Straßenverzeichnis nicht aufgeführte Verkehrswege sind mit * gekennzeichnet.
- Ehemalige oder nicht mehr gültige Straßennamen sind in der Namensspalte kursiv gesetzt. Alle beschriebenen Objekte sind in der Beschreibung kursiv gesetzt. Für bedeutende ehemalige Straßen oder historische Straßennamen ist eine gesonderte Namensliste vorhanden.
- Länge/Maße in Metern:
Die in der Übersicht enthaltenen Längenangaben sind  gerundete Übersichtswerte, die in Google Earth mit dem dortigen Maßstab, in der Regel ohne Berücksichtigung seitliche Abzweigungen, ermittelt wurden. Sie dienen Vergleichszwecken und werden, sofern amtliche Werte bekannt sind, ausgetauscht und gesondert gekennzeichnet.
 Bei Plätzen sind die Maße in der Form a × b für rechteckige Anlagen und für (ungefähr) dreieckige Anlagen als a × b × c mit a als längster Seite angegeben.
 Sofern die Straße auch in benachbarte Ortsteile weiterführt, gibt ein Zusatz ‚im Ortsteil‘ an, wie lang der Straßenabschnitt innerhalb des Ortsteils dieses Artikels ist.
- Namensherkunft: Ursprung oder Bezug des Namens.
- Anmerkungen: weitere Informationen über anliegende Baudenkmale oder Institutionen, die Geschichte der Straße und historische Bezeichnungen.
- Bild: Foto der Straße, des Platzes, Weges usw. oder eines anliegenden Objektes.

| Name/Lage                               | Länge/ Maße (in Metern) | Namensherkunft                             | Datum der Benennung | Anmerkungen | Bild                              |
| --------------------------------------- | ----------------------- | ------------------------------------------ | ------------------- | --- | --------------------------------- |
| Ausbau (Lage) Gemarkung Biehlen         | 0300 + 60               | wörtlich                                   |                     | vom Knick der K 6604 zwischen Biehlan und Schwarzbach nach Westen, erschließt den gleichnamigen Wohnplatz; kurzer Abzweig nach Süden zurück zur K 6604 Richtung Schwarzbach (2. Längenangabe); Außerorts-Wohnplatz, postalisch zu Schwarzbach, Gemarkung Biehlen |                                   |
| Biehlener Hauptstraße (Lage) in Biehlen | 0200                    | wörtlich                                   |                     | Teil der K 6604 von Peickwitz nach Schwarzbach; berührt Mühlwiese, den Biehlener Park, den Dorfplatz, die Gartenstraße und die Ringstraße - bis zur Eingemeindung nach Schwarzbach Biehlener Straße |                                   |
| Biehlener Straße (Lage)                 | 0200                    | nach dem Nachbarort / Gemeindeteil Biehlen |                     | von der Hauptstraße nördlich der Bahnlinie nach Nordosten mit kurzem Knick nach Norden |                                   |
| Dorfplatz* (Lage)                       | 0200                    | wörtlich                                   |                     | an der Biehlener Hauptstraße und postalisch hierzu gehörend; - zwei Denkmale für die Gefallenen des Ersten Weltkriegs und Zweiten Weltkriegs | Dorfplatz Biehlen, Kriegerdenkmal |
| Friedensstraße (Lage)                   | 0480 + 135 + 100        | wörtlich                                   |                     | von der Guteborner Straße bei Lindenplatz nach Westnordwest und Nordwesten; erschließt den Festplatz und den Friedhof, weiter als Waldweg zur L 581; Abzweige nach Süden zu West-Abzweig Guteborner Straße und nach Norden (2. und 3. Längenangabe) |                                   |
| Feldstraße (Lage) in Biehlen            | 0440                    | wörtlich                                   |                     | von der Ringstraße nach Nordost mit Knick nach Nordnordwest zur Gartenstraße |                                   |
| Gartenstraße (Lage) in Biehlen          | 0545                    | wörtlich                                   |                     | von der Biehlener Hauptstraße nach Nordost, berührt die Ringstraße und Feldstraße, mit Knick nach Nordnordwest zum Friedhof |                                   |
| Gartenweg (Lage)                        | 0500                    | wörtlich                                   |                     | von der Straße der Freundschaft nach Süden mit Knick nach Westen zur Guteborner Straße am Birkbuschgraben; erschließt eine Gartenanlage |                                   |
| Guteborner Straße (Lage)                | 0630                    | nach dem Nachbarort Guteborn               |                     | von der Hauptstraße nach Süden mit Knick nach Südwesten und wieder nach Süden; berührt die Straße der Freundschaft, Lindenplatz, Friedensstraße, Gartenweg, weiter nach Süden nach Guteborn, Teil der K 6604; nicht in der Längenangabe sind ein Abzweig nach Westen zu einem Betriebsgelände und zwei Abzweige nach Westsüdwest in die Wohnbebauung - denkmalgeschützt ist das ehemalige Wohngebäude Guteborner Straße 17 (Fachwerkhaus) |                                   |
| Hauptstraße (Lage)                      | 01300                   | wörtlich                                   |                     | berührt die Biehlener Straße, kreuzt die Wiesenstraße, berührt Guteborner Straße, Straße der Jugend und Straße der Freundschaft, vorbei am Campingplatz; nördlich der Wiesenstraße Teil der K 6604 nach Biehlen, südlich L 581 nach Peickwitz Schwarzbacher Straße | Hauptstraße                       |
| Lindenplatz (Lage)                      | 035 × 20                | wörtlich                                   |                     | von der gleichnamigen Straße erschlossen und teilweise eingeschlossen, erschließt Gutshaus und Nebengebäude, darunter den Kindergarten „Schlossgeister“ - denkmalgeschützt ist das Gutshaus, das ungefähr 1650 erbaut wurde - davor steht ein Denkmal für die Gefallenen des Ersten Weltkriegs mit Gedenktafel für die Toten des Zweiten Weltkriegs                                                                                       | Kriegerdenkmal am Lindenplatz     |
| Lindenplatz (Lage)                      | 0140                    | nach der Linde                             |                     | von der Guteborner Straße neben der Friedensstraße nach Norden, erschließt den gleichnamigen Platz sowie Gutshaus und Nebengebäude, darunter den Kindergarten „Schlossgeister“ - denkmalgeschützt ist das Gutshaus, das ungefähr 1650 erbaut wurde - davor steht ein Kriegerdenkmal für die Gefallenen des Ersten Weltkriegs | weitere Bilder                    |
| zur Milchstraße* (Lage) in Biehlen      | 0475                    | wörtlich                                   |                     | Abzweig der Biehlener Hauptstraße nach Südwesten zu landwirtschaftlichen Betriebsanlagen, zuletzt Knick nach Norden zu Mühlwiese / Milchstraße; Längenangabe bis Milchviehanlage / Ende Mühlwiese, weiter nach Westsüdwest als Milchstraße am Biehlener Binnengraben entlang nach Ruhland zu Schwarzbacher Weg |                                   |
| Mühlwiese* (Lage) in Biehlen            | 0430                    | wörtlich                                   |                     | von Biehlener Hauptstraße nach Südwesten zu landwirtschaftlichen Betriebsanlagen; Längenangabe bis Milchviehanlage, weiter nach Westsüdwest als Milchstraße am Biehlener Binnengraben entlang nach Ruhland zu Schwarzbacher Weg |                                   |
| Ringstraße (Lage) in Biehlen            | 0535                    | wörtlich                                   |                     | von der Gartenstraße nach Südsüdost am Sportplatz vorbei, berührt die Feldstraße, Bogen nach Südwest und Verzweigung Südost (Feldweg) und nach Nordwest, mit Knick nach Südsüdwest zur Biehlener Hauptstraße |                                   |
| Straße der Freundschaft (Lage)          | 0435 + 425              | wörtlich                                   |                     | von der Guteborner Straße nach Osten, berührt die Straße der Jugend, zwei Abzweige nach Süden, weiter zur Hauptstraße; die zwei Abzweige nach Süden und deren Verbindung gehören postalisch dazu (2. Längenangabe) |                                   |
| Straße der Jugend (Lage)                | 0170                    | wörtlich                                   |                     | von der Hauptstraße nach Süden zur Straße der Freundschaft |                                   |
| Waldstraße (Lage)                       | 0480 + 100 + 55         | wörtlich                                   |                     | von der Friedensstraße beim Festplatz nach Westen, weiter als Waldweg (später nach Westnordwest) zur L 581; ein Abzweig nach Süden erschließt den Sportplatz (2. Längenangabe), weiter zu West-Abzweigen der Guteborner Straße (nur bis zum Sportplatz in der Längenangabe enthalten); im Westverlauf am Ende der Bebauung Abzweig nach Norden zur Friedensstraße (3. Längenangabe)                                                       |                                   |
| Wiesenstraße (Lage)                     | 01200                   | wörtlich                                   |                     | kreuzt die Hauptstraße |                                   |

## Weitere öffentlich genutzte Flächen und Wege
Diese Tabelle enthält
- Rad- und Fußwege
- Friedhöfe
- Sonstiges

Campingplatz
Sportplätze
| Objekttyp    | Name                    | Zugang/Lage                             | Länge/ Maße (in Metern)   | Anmerkungen | Bild |
| ------------ | ----------------------- | --------------------------------------- | ------------------------- | --- | ---- |
| Biergarten   | Bürgerhausgarten        | (Lage)                                  | 016 × 12 + 65 × 50 × 50   | Kaffee- und Biergarten, zu Vereins- und Familienveranstaltungen                                                                           |      |
| Biergarten   | Festplatz               | Friedensstraße (Lage)                   | 0130 × 70                 | mit Freilichtbühne und Spielplatz; auch Kaffee- und Biergarten, zu Vereinsveranstaltungen (Dorftheater, Amtssängertreffen) und Dorffesten |      |
| Biergarten   | Hofcafe am Gutshof      | Guteborner Straße (Lage)                | 020 × 5 + 10 × 7 + 10 × 7 | Kaffee- und Biergarten |      |
| Friedhof     | Friedhof                | Friedensstraße (Lage)                   | 0130 × 75                 | |      |
| Friedhof     | Friedhof (GT Biehlen)   | Gartenstraße (Lage) in Biehlen          | 0130 × 40                 | |      |
| Gartenanlage | Gartenanlage            | Gartenweg (Lage)                        | 0105 × 67                 | |      |
| Campingplatz | Waldcampingplatz        | Wiesenstraße (Lage)                     | 070 × 30                  | |      |
| Sportplatz   | Sportplatz              | Waldstraße (Lage)                       | 066 × 60                  | |      |
| Sportplatz   | Sportplatz (GT Biehlen) | Ringstraße (Lage) in Biehlen            | 050 × 30                  | |      |
| Park         | Park                    | Biehlener Hauptstraße (Lage) in Biehlen | 0350 × 210                | Der Biehlener Park ist ein 3,8 Hektar großes Auwaldrelikt                                                                                 |      |